# Élections législatives kabardino-balkares de 2024
Les élections législatives kabardino-balkares de 2024 ont lieu le 8 septembre 2024 lors des infranationales russes en Kabardino-Balkarie afin de renouveler les 70 sièges du parlement de la Kabardino-Balkarie. 

## Mode de scrutin
En vertu des lois électorales actuelles, le Parlement est élu pour un mandat de cinq ans au scrutin proportionnel de liste avec un seuil électoral de 5 % . Les sièges sont attribués selon le quota Imperiali, modifié pour garantir que chaque liste de parti dépassant le seuil reçoive au moins 1 mandat. Contrairement à la plupart des élections régionales en Russie, les listes des partis en Kabardino-Balkarie ne sont pas divisées en circonscriptions.

## Candidats

### Scrution proportionnel
Pour enregistrer les listes régionales de candidats, les partis doivent recueillir 0,5 % des signatures de tous les électeurs inscrits dans la Kabardino-Balkarie . 
Les partis suivants ont été dispensés de la nécessité de recueillir des signatures: 
- Russie unie
- Parti communiste de la fédération de Russie
- Russie juste
- Parti libéral-démocrate de Russie
- Nouvelles personnes
- Parti écologiste russe « Les Verts »

### Circonscriptions uninominales
Pour inscrire des candidats dans les circonscriptions uninominales, il faut recueillir 3 % des signatures des électeurs inscrits dans la circonscription. 

## Résultats
|                           |                                        |                 |                 |                 |        |              |               |  |  |  |  |  |  |  |
| Parti                     | Parti                                  | Proportionnelle | Proportionnelle | Proportionnelle | UM1    | Total Sièges | +/-           |  |  |  |  |  |  |  |
| Parti                     | Parti                                  | Voix            | %               | Sièges          | Sièges | Total Sièges | +/-           |  |  |  |  |  |  |  |
|                           | Russie unie                            |                 |                 |                 |        |              |               |  |  |  |  |  |  |  |
|                           | Parti communiste                       |                 |                 |                 |        |              |               |  |  |  |  |  |  |  |
|                           | Parti libéral-démocrate                |                 |                 |                 |        |              |               |  |  |  |  |  |  |  |
|                           | Rodina                                 |                 |                 |                 |        |              |               |  |  |  |  |  |  |  |
|                           | Russie juste                           |                 |                 |                 |        |              |               |  |  |  |  |  |  |  |
|                           | Les Verts                              |                 |                 |                 |        |              |               |  |  |  |  |  |  |  |
|                           | Parti russe des retraités              |                 |                 |                 |        |              |               |  |  |  |  |  |  |  |
|                           | Parti communiste de la justice sociale |                 |                 |                 |        |              |               |  |  |  |  |  |  |  |
|                           | Patriotes de Russie                    |                 |                 |                 |        |              |               |  |  |  |  |  |  |  |
|                           | Iabloko                                |                 |                 |                 |        |              |               |  |  |  |  |  |  |  |
|                           | Parti des entrepreneurs                |                 |                 |                 |        |              |               |  |  |  |  |  |  |  |
|                           | Indépendants                           |                 |                 |                 |        |              |               |  |  |  |  |  |  |  |
|                           | Votes blancs et invalides              |                 |                 |                 |        |              |               |  |  |  |  |  |  |  |
|                           |                                        |                 |                 |                 |        |              |               |  |  |  |  |  |  |  |
| Votes valides             |                                        |                 |                 |                 |        |              |               |  |  |  |  |  |  |  |
| Votes blancs et invalides |                                        |                 |                 |                 |        |              |               |  |  |  |  |  |  |  |
| Total                     | Total                                  |                 | 100             | 11              | 30     | 70           | en stagnation |  |  |  |  |  |  |  |
| Abstentions               |                                        |                 |                 |                 |        |              |               |  |  |  |  |  |  |  |
| Inscrits / participation  |                                        |                 |                 |                 |        |              |               |  |  |  |  |  |  |  |